# 新しい冒険 (フォーリーブスの曲)
「新しい冒険」（あたらしいぼうけん）は1972年3月21日にCBS・ソニー（現：ソニー・ミュージックレーベルズ）から発売されたフォーリーブスの14枚目のシングルである。

## 概要
レコードでの歌唱にはなかったが、実演の際には曲の最後に「ワン・ツー・スリー・フォー」と台詞を付けることが定番であった。

## 収録曲
全作曲・編曲：鈴木邦彦
1. 新しい冒険
作詞：北公次
2. 愛ははじまった
作詞：有馬三恵子

作品コード:000-9997-0